# Patty Fendick
Patty Fendick (ur. 31 marca 1965 w Sacramento) – amerykańska tenisistka, mistrzyni Australian Open 1989 w grze podwójnej.
Jej kariera zawodowa rozpoczęła się w maju 1987 roku. Studentka Uniwersytetu Stanforda, który porzuciła dla psychologii. Jako tenisistka posługiwała się prawą ręką. W 1988 roku wygrała zawodowy turniej tenisistek w Auckland, rok później udało się jej obronić tytuł. W tym samym roku zwyciężyła również w turnieju w Tokio. Oprócz trzech zwycięstw jeszcze dwukrotnie miała szansę wygrać turniej zawodowy w grze pojedynczej, nie wykorzystała jej jednak ani w Oklahoma City w 1993, ani w Pattaya w 1994. W turniejach wielkoszlemowych w grze pojedynczej jej największym sukcesem jest ćwierćfinał Australian Open 1990; kilkakrotnie była w czwartej rundzie - po raz ostatni w Melbourne w 1992 roku. W marcu 1989 roku klasyfikowana na dziewiętnastej, najwyżej w karierze, pozycji rankingowej.
Ma na koncie zwycięstwa nad takimi zawodniczkami, jak Zina Garrison, liderka światowego rankingu, Jana Novotná oraz siostry Maleewe.
Znacznie więcej osiągnięć zdobyła w grze podwójnej. W 1991 roku została mistrzynią Australian Open, razem z Mary Joe Fernández. Ponadto wygrała dwadzieścia cztery turnieje zawodowe u boku takich tenisistek, jak Gigi Fernández, Andrea Strnadová, Łarysa Sawczenko-Neiland czy Meredith McGrath. Dziewiętnaście razy w zawodowym finale gry podwójnej, między innymi na turnieju US Open. Czterokrotnie zakwalifikowała się do turnieju mistrzyń w deblu. Była deblową rakietą numer 4 na świecie.
Reprezentowała Stany Zjednoczone w Pucharze Wightman oraz Pucharze Federacji.
Zakończyła karierę sportową we wrześniu 1995 roku. Zajęła się między innymi trenowaniem tenisistów.
Jest żoną trenera tenisowego Scotta McCain (występowała również pod podwójnym nazwiskiem). Para ma dwie córki: Keegan i Hayley. Matka ma na imię Rita. Ma trzech braci: Davida, Johna i Eda.